# Agathonas Iakovidis
Agathonas Iakovidis (griechisch Αγάθωνας Ιακωβίδης; * 2. Januar 1955 in Egnatia, Thessaloniki; † 5. August 2020 in Thessaloniki) war ein griechischer Rembetikosänger.

## Leben und Wirken
Iakovidis war ab 1973 im Musikgeschäft und hatte seitdem mehrere Alben veröffentlicht. Zusammen mit der Gruppe Koza Mostra siegte er beim griechischen Vorentscheid zum Eurovision Song Contest 2013 mit dem Skasong Alcohol Is Free und durfte beim Wettbewerb in Malmö antreten, wo die Formation den sechsten Platz belegte.
Er wurde am 5. August 2020 tot in seinem Bett gefunden. Er starb an einem Herzinfarkt.